# IC 5200
IC 5200 ist eine Spiralgalaxie vom Hubble-Typ Sc im Sternbild Tukan am Südsternhimmel. Sie ist schätzungsweise 618 Millionen Lichtjahre von der Milchstraße entfernt.
Das Objekt wurde am 21. August 1900 vom US-amerikanischen Astronomen DeLisle Stewart entdeckt.